# Spvgg. 03 Neu-Isenburg
Die Spielvereinigung 1903 Neu-Isenburg ist ein Sportverein aus Neu-Isenburg im Landkreis Offenbach, der von seinen Anhängern auch Die 03er oder Die Spielvereinigung genannt wird. Zwar ist der Verein quasi ein reiner Fußballverein mit etwa 400 Mitgliedern, jedoch ist ihm auch eine Rasenkraftsportabteilung angeschlossen. Unter dem Namen VfL 03 Neu-Isenburg zählte man bereits in den späten 1920er und frühen 1930er Jahren zu den stärksten Mannschaften Südhessens. In den Nachkriegsjahrzehnten war die SpVgg 03 durchgängig im höherklassigen Fußball zwischen der zweiten und vierten Spielstufe vertreten. 1954 und 1956 erreichte der Verein zweimal das Endspiel um die deutsche Amateurmeisterschaft, der Titelgewinn 1956 gilt als größter Erfolg der Vereinsgeschichte. In den ersten Jahren des 21. Jahrhunderts stürzte die Mannschaft vorübergehend bis in die Kreisklasse A ab, kehrte aber bald wieder in die Hessenliga zurück.

## Stammbaum
Die heutige Spvgg. 03 Neu-Isenburg hat mehrere Vorläufervereine. Der älteste unter ihnen, auf den auch der Namenszusatz „03“ zurückgeht, war der Freispielclub 03, gegründet am 13. Juni 1903. Dieser schloss sich 1913 mit dem Sportclub von 1905 zum Fußballverein 1903 zusammen. 1921 taten sich der Fußballverein 1903 und die Viktoria 05 zum VfL Neu-Isenburg zusammen. Zum heutigen Namen Spvgg. 03 Neu-Isenburg kam es schließlich 1938 durch die Fusion des VfL Neu-Isenburg mit dem Sportverein 1911. Nach dem Zweiten Weltkrieg wurde der Verein unter dem Namen SG Neu-Isenburg neu gegründet, kehrte aber schon 1946 wieder zum alten Namen zurück.

## Geschichte

Wappen

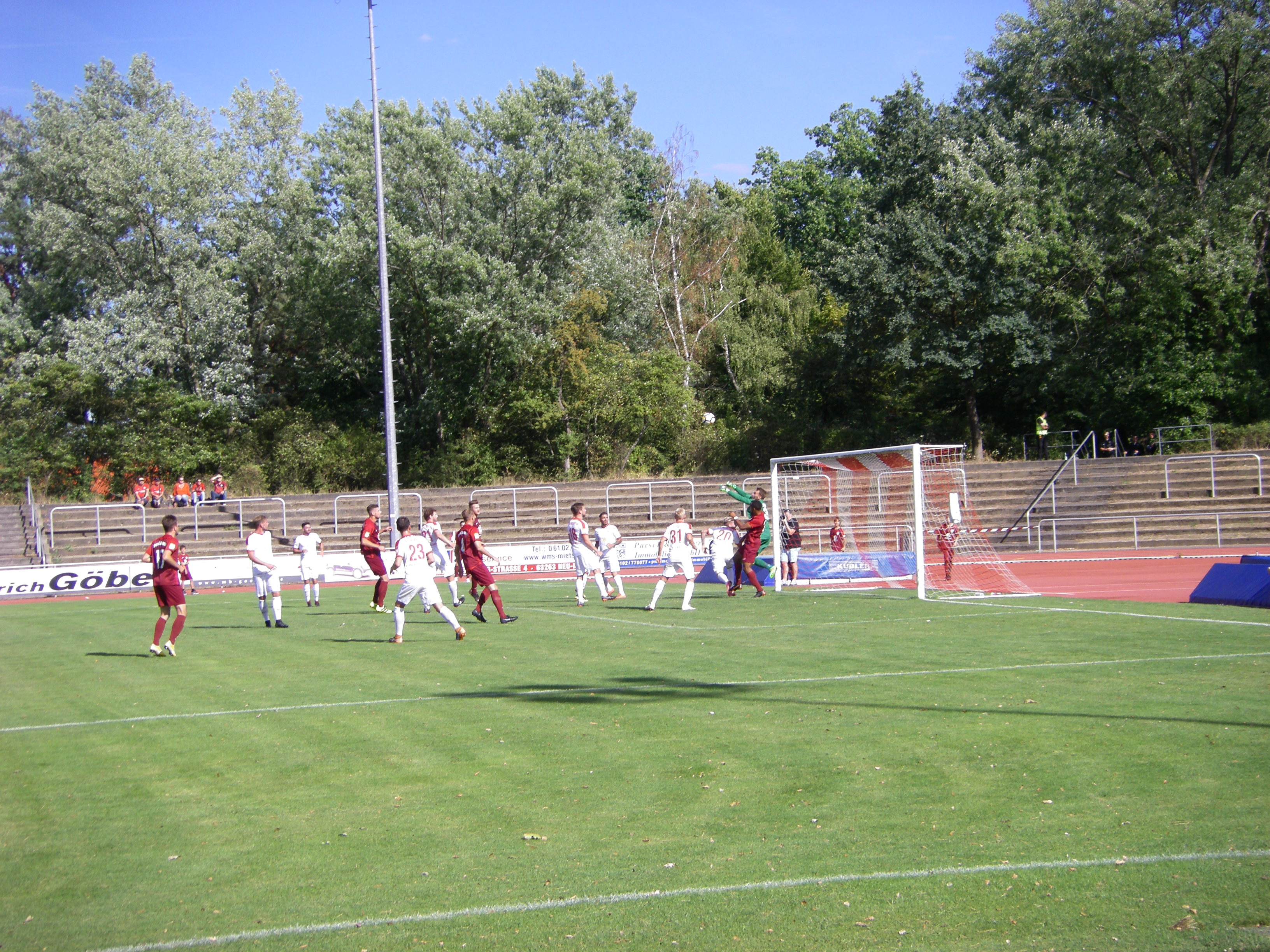
Szene aus der im Vorfeld zum Sicherheitsspiel erklärten Begegnung zwischen der SpVgg. 03 Neu-Isenburg und dem KSV Hessen Kassel (0:2) am 11. August 2018.

Bis zum Ersten Weltkrieg hatte sich innerhalb der Hugenottenstadt der FK Viktoria zur stärksten Kraft entwickelt, als größten Erfolg konnte man allerdings lediglich die Meisterschaft der C-Klasse im Südmaingau 1911 vorweisen. 1919 tauchten in der neuen höchsten Spielklasse, der Kreisliga Südmain mit der Viktoria und dem FV 1903 allerdings schon gleich zwei Neu-Isenburger Vereine auf. 1922, ein Jahr nach der Fusion beider Vereine zum VfL, gewannen die Neu-Isenburger die Meisterschaft ihrer Kreisligastaffel und scheiterten im Endspiel um den Südmaintitel erst nach einem Entscheidungsspiel Germania 1894 Frankfurt nur knapp. Als 1923 durch eine Reform die bisherigen obersten Klassen zur Bezirksliga Main zusammengefasst wurden, blieb der VfL Neu-Isenburg zunächst außen vor. Schon 1926 gelang aber der Aufstieg, und in der ersten Saison 1926/27 belegte der VfL in der eingleisigen Bezirksliga Main hinter dem FSV Frankfurt, Eintracht Frankfurt, Kickers Offenbach und Rot-Weiß Frankfurt den fünften Platz, in den vier darauf folgenden Spielzeiten bis 1931 in seiner Staffel je zweimal Dritter und Vizemeister.
Trotz dieser guten Platzierungen reichte es für den VfL Neu-Isenburg in dieser Zeit nie zu überregionalen Erfolgen, und als 1933 im Zuge der nationalsozialistischen Ligenreform die Gauligen als neue höchste Spielklassen eingeführt wurden, blieb der Verein außen vor, da sich für die neue Gauliga Südwest/Mainhessen nur die ersten Drei der Bezirksliga Main-Hessen, Staffel Main, qualifizierten und der VfL 1932/33 lediglich Platz 5 belegt hatte. In der Bezirksklasse nunmehr nur noch zweitklassig, folgte nun eine Reihe von Aufstiegsversuchen, die trotz namhafter Spieler wie den vormaligen Waldhöfer Engelhardt allesamt scheiterten. Erst nach der 1938 vollzogenen Fusion mit dem Lokalrivalen SV 1911 und einer kriegsbedingten Reform der Gauligen gelang dem nunmehr als SpVgg 03 auftretenden Verein wieder der Sprung in die Erstklassigkeit: 1942 stieg man in die Gauliga Hessen-Nassau auf und verblieb dort, bis der Spielbetrieb 1944 kriegsbedingt eingestellt werden musste.
Nach dem Krieg starteten die Neu-Isenburger in der zweitklassigen Landesliga Großhessen-West. Bereits 1946 standen sie kurz vor dem Aufstieg in die Oberliga Süd, doch wegen des Einsatzes eines nicht spielberechtigten Spielers wurde ihnen die Meisterschaft aberkannt. In den folgenden Jahren durch Ligareformen in die dritte Spielklasse zurückgestuft, gelang der Mannschaft vom Buchenbusch 1952/53 unter Trainer „Teddy“ Debus durch einen 5:3-Sieg im Entscheidungsspiel gegen Germania Fulda der Aufstieg in die 1. Amateurliga Hessen und im Jahr darauf die Vizemeisterschaft hinter Borussia Fulda. Da Fulda verzichtete, nahm die SpVgg 03 im Jahr darauf an der deutschen Amateurmeisterschaft teil. In diesem Wettbewerb drang die inzwischen durch Ex-Nationalspieler Erwin Schädler betreute Mannschaft durch einen 3:2-Sieg nach Verlängerung über den VfB Friedrichshafen vor 20.000 Zuschauern am Bornheimer Hang im Entscheidungsspiel des Halbfinales bis ins Endspiel vor, wo man allerdings dem TSV Marl-Hüls deutlich unterlag. In der Saison 1955/56 wurde die Schädler-Elf Meister der 1. Amateurliga Hessen mit 14 Punkten Vorsprung vor dem Zweiten, Germania Wiesbaden, überstand die anschließende Aufstiegsrunde verlustpunktfrei und stieg somit in die Zweite Liga Süd auf. Ein weiterer Höhepunkt der Saison war der Gewinn der Amateurmeisterschaft im selben Jahr, den man sich durch ein 3:2 im Berliner Olympiastadion vor bis zu 45.000 Zuschauern – die Begegnung fungierte als Vorspiel zum Endspiel der Deutschen Meisterschaft zwischen Dortmund und Karlsruhe – über den VfB Speldorf sicherte. Anschließend zählten die Weinroten sieben Jahre lang zur 2. Liga Süd, bis durch die Einführung der Bundesliga 1963 eine Reform der Spielklassen anstand.
Im Unterbau der Bundesliga, der Regionalliga Süd folgte schon nach der ersten Saison 1963/64 der Abstieg. Anschließend spielte der Verein bis 1974 sowie von 1975 bis 1977 in der Amateurliga Hessen. 1967 qualifizierte sich die Spielvereinigung nochmals für die Deutsche Amateurmeisterschaft und erreichte in diesem Wettbewerb das Halbfinale. Als Landesligist trat der Verein in der Hauptrunde des DFB-Pokal 1983/84 und erreichte dort durch einen Auswärtssieg bei Arminia Hannover die zweite Runde, schied dann jedoch durch eine 0:1-Niederlage gegen den 1. SC Göttingen 05 aus.
Die schwerste Zeit des Vereins begann mit dem Abstieg aus der Landesliga nach der Saison 1999/2000. Der Verein geriet in finanzielle Schwierigkeiten und stieg bis in die Kreisliga A Offenbach-West ab. Jedoch konnte sich die Spielvereinigung zwischenzeitlich wieder erholen und erreichte durch einen sportlichen Aufschwung zunächst wieder die Bezirksoberliga Frankfurt-Ost, in der Saison 2007/08 gelang der Aufstieg in die Verbandsliga Hessen Süd. In der Saison 2016/17 wurde die Spvgg 03 Neu-Isenburg 2. In der Verbandsliga Hessen Süd und qualifizierte sich über die Aufstiegsrunde gegen Zeilsheim und SSV Sand für die Hessenliga. 2019 stieg die Spielvereinigung wieder ab.

## Spielstätte

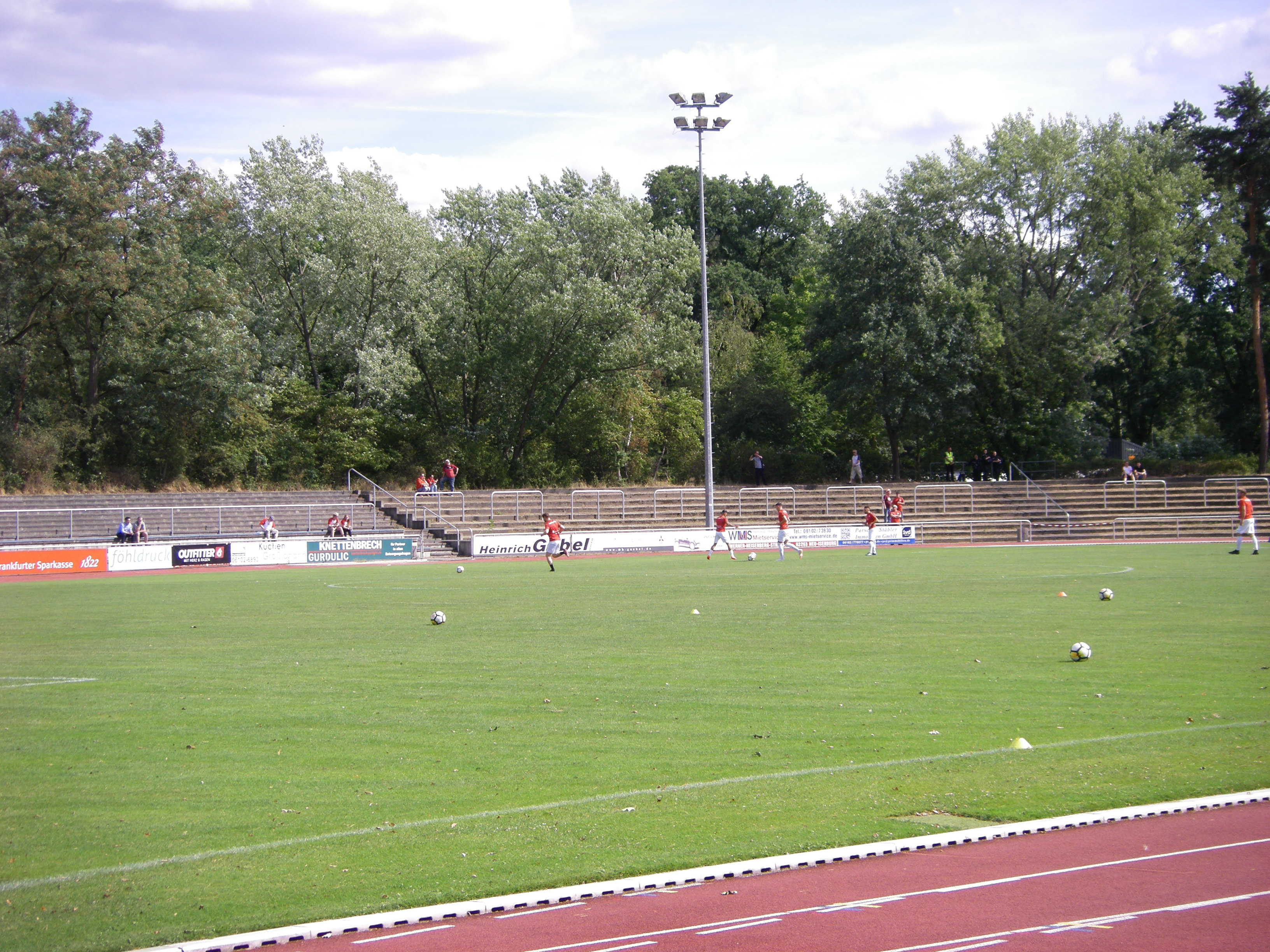
Sportparkstadion Neu-Isenburg

Bis 1965 spielte die Spvgg. Neu-Isenburg auf dem Sportplatz Buchenbusch (heute TSG Neu-Isenburg 1885) am südlichen Stadtrand, dann zog man in das Sportparkstadion im Westen der Stadt unweit des Bahnhofs um. Das reine Stehplatzstadion fasst etwa 10.000 Zuschauer.

## Persönlichkeiten
- Holger Anthes
- „Teddy“ Debus
- Peter Dietrich
- Karl Engelhardt
- Otmar Groh
- Marcel Titsch-Rivero
- Rolf-Jürgen Otto
- Simon Pospischil
- Erwin Schädler
- Ragnar Ache